# پل سنگی
پل سنگی مربوط به دوره قاجار است و در تبریز، چایکنار، روبروی مسجد پل سنگی واقع شده و این اثر در تاریخ ۱۱ مرداد ۱۳۸۴ با شمارهٔ ثبت ۱۲۴۳۸ به‌عنوان یکی از آثار ملی ایران به ثبت رسیده‌است.